# Långrännsillret
Långrännsillret är en sjö i Ånge kommun i Medelpad och ingår i Ljungans huvudavrinningsområde. Sjöns area är 0,028 kvadratkilometer och den befinner sig 400 meter över havet.